# Meliboeus amethystinus
Meliboeus amethystinus es una especie de escarabajo barrenador metálico del género Meliboeus, familia Buprestidae, orden Coleoptera.

## Taxonomía
Fue descrita por Olivier en 1790 y publicada en Olivier A. G. Entomologie, ou histoire naturelle des insectes, avec leurs caractères génériques et spécifiques, leur description, leur synonymie, et leur figure enluminée. Coléoptères. Tome 2, genera 9-34 (32. Bupreste), pp. 1-485, 63 plates, Baudouin, Paris. (1790).